# 1978 en sport automobile
Chronologie du Sport automobile
1977 en sport automobile - 1978 en sport automobile - 1979 en sport automobile

## Les faits marquants de l'année1978enSport automobile
- Mario Andretti remporte le Championnat du monde de Formule 1 au volant d'une Lotus-Ford.

## Par mois

### Janvier
- 15 janvier, (Formule 1) : Grand Prix automobile d'Argentine.
- 28 janvier, (Rallye automobile) : arrivée du Rallye de Monte-Carlo.
- 29 janvier, (Formule 1) : Grand Prix automobile du Brésil.

### Février
- 12 février, (Rallye automobile) : arrivée du Rallye de Suède.

### Mars
- 4 mars, (Formule 1) : Grand Prix automobile d'Afrique du Sud.
- 27 mars, (Rallye automobile) : arrivée du Rallye Safari.

### Avril
- 2 avril (Formule 1) : Grand Prix automobile de la côte Ouest des États-Unis.
- 23 avril (Rallye automobile) : arrivée du Rallye du Portugal.

### Mai
- 7 mai (Formule 1) : Grand Prix automobile de Monaco.
- 21 mai (Formule 1) : Grand Prix automobile de Belgique.
- 28 mai : 500 miles d'Indianapolis

### Juin
- 2 juin (Rallye automobile) : arrivée du Rallye de l'Acropole.
- 4 juin (Formule 1) : Grand Prix automobile d'Espagne.
- 7 juin (Rallye automobile) : arrivée du Rallye d'Écosse.
- 10 juin : départ de la quarante-sixième édition des 24 Heures du Mans.
- 11 juin : victoire de Didier Pironi et Jean-Pierre Jaussaud aux 24 Heures du Mans.
- 17 juin (Formule 1) : Grand Prix automobile de Suède.

### Juillet
- 2 juillet (Formule 1) : Grand Prix automobile de France.
- 7 juillet (Rallye automobile) : arrivée du Rallye de Pologne.
- 16 juillet (Formule 1) : Grand Prix de Grande-Bretagne.
- 30 juillet (Formule 1) : Grand Prix automobile d'Allemagne.

### Août
- 13 août (Formule 1) : Grand Prix automobile d'Autriche.
- 27 août :
  - (Formule 1) : Grand Prix automobile des Pays-Bas.
  - (Rallye automobile) : arrivée du Rallye de Finlande.

### Septembre
- 5 septembre (Rallye automobile) : arrivée du Rallye de Nouvelle-Zélande.
- 10 septembre (Formule 1) : Grand Prix automobile d'Italie.
- 17 septembre (Rallye automobile) : arrivée du Critérium du Québec.
- 21 septembre (Rallye automobile) : arrivée du Tour de France automobile.

### Octobre
- 1er octobre (Formule 1) : Grand Prix automobile de la côte Est des États-Unis.
- 7 octobre :
  - (Rallye automobile) : arrivée du Rallye Sanremo.
  - (Rallye automobile) : arrivée du Tour d'Italie automobile.
- 8 octobre (Formule 1) : Grand Prix automobile du Canada.
- 18 octobre (Rallye automobile) : arrivée du Southern Cross Rally.
- 22 octobre (Rallye automobile) : arrivée du Rallye de Catalogne.
- 24 octobre (Rallye automobile) : arrivée du Rallye de Côte d'Ivoire.

### Novembre
- 5 novembre (Rallye automobile) : arrivée du Tour de Corse.
- 23 novembre (Rallye automobile) : arrivée du Rallye de Grande-Bretagne.

## Naissances
- 5 janvier : Franck Montagny, pilote automobile français.
- 7 janvier : Guerlain Chicherit, skieur professionnel et pilote automobile français.
- 24 février : Chris Dyson, pilote automobile américain.
- 9 mars : Lucas Lasserre, pilote automobile français.
- 5 avril : Casper Hornbæk Elgaard, pilote automobile danois.
- 22 avril : Esteban Tuero, pilote automobile argentin.

- 11 juin : Bruce Jouanny, pilote automobile et animateur de télévision français.
- 22 juin : Dan Wheldon, pilote  automobile britannique. († 16 octobre 2011).
- 30 juin : Jarkko Miettinen, pilote automobile finlandais de rallyes.
- 7 juillet : Marino Franchitti,  pilote  écossais.

- 31 juillet : Justin Wilson, pilote automobile britannique.
- 6 septembre : Krum Donchev, pilote de rallyes bulgare.
- 19 octobre : Enrique Bernoldi,  pilote automobile brésilien.
- 25 octobre : Dino Lunardi, pilote automobile français.
- 1er décembre : Bryan Bouffier, pilote automobile français.
- 7 décembre : Claudiu David, pilote  de rallye automobile roumain.
- 12 décembre : Marc Basseng, pilote automobile allemand.
- 14 décembre : Enrico Toccacelo, coureur automobile italien.

## Décès
- 9 février : Hans Stuck, pilote automobile allemand. (° 27 décembre 1900).
- 29 avril : Theo Helfrich, pilote automobile allemand de Formule 1 et Formule 2.
- 18 juillet : Brian Edmund Lewis, pilote automobile sur circuits anglais, directeur de plusieurs compagnies. (° 7 décembre 1903)
- 11 septembre : Ronnie Peterson, pilote automobile suédois de Formule 1. (° 14 février 1944)